# Стареница
Стареница, или Козарачка ријека, или Рика, настаје на висовима Козаре, на мјесту гдје се састају Бијеле Воде и Јовача. 
Дуга је око 12 km. Десна је притока ријеке Гомјенице и у њу се улива код мјеста Брезик. Спушта се југоисточном падином Козаре према мјесту Козарцу. Од Козарца па до ушћа у Гомјеницу, постаје права равничарска ријечица. Није пловна. У горњим токовима има поточне пастрмке и кркушке, а у доњим и бијеле рибе. Управа Националног парка Козара је уредила и учинила приступачним њене обале. Нема ни предања, ни поуздних записа по чему је ријека Стареница добила име.